# Kleemann Group
Die Kleemann Group ist ein Hersteller von Aufzügen und Fahrtreppen aus Kilkis, Griechenland und gehört zu den bedeutenden Anbietern auf diesem Gebiet in Europa. Gefertigt werden 12.000 Aufzug-Komplettanlagen im Jahr was einem Weltmarktanteil von 3 % entspricht, in Griechenland ist das Unternehmen Marktführer. Bei Fahrtreppen beträgt der Weltmarktanteil 7 % (Stand: 2015).

## Geschichte
Für die Gründung des Unternehmens wurde 1983 Know-how der deutschen Firma KLEEMANN HUBTECHNIK GmbH erworben, die auch Namensgeber der Kleemann Group ist. 1985 wurde das Werk in Kilkis in Betrieb genommen. Heute exportiert die Kleemann Group in 55 Länder.

## Unternehmensgruppe
Die Unternehmensgruppe hat auch folgenden Tochtergesellschaften:
- KLEFER, ein Hersteller von automatischen Aufzugstüren mit Sitz im Industriegebiet Kilkis
- KLEEMANN ASANSOR, Vertriebsgesellschaft in der Türkei
- KLEEMANN UK, Vertriebsgesellschaft im Vereinigten Königreich
- KLEEMANN RUSSIA, in Moskau
- KLEEMANN China (Kunshan HK Elevator Systems Co.) in Jiangsu, China
- KLEEMANN LIFTOVI, Vertriebsgesellschaft in Serbien
- KLEEMANN LIFT RO, Vertriebsgesellschaft in Rumänien
- KLEEMANN DIZALA D.o.o., Vertriebsgesellschaft in Kroatien
- MODA LIFT, Hersteller für Aufzugs-, Kabinen- und Aufzugsteile mit Sitz im Industriegebiet Kilkis

Weitere Vertriebsgesellschaften tragen den Namen Kleemann und vertreiben die Produkte der Unternehmensgruppe sind aber rechtlich selbstständig.